# Синицыно (Тверская область)
Синицыно — деревня в Зубцовском районе Тверской области России. Входит в состав Столипинского сельского поселения.

## География
Деревня находится в южной части Тверской области, в зоне хвойно-широколиственных лесов, на правом берегу реки Ржати, при автодороге 28Н-0442, на расстоянии примерно 27 километров (по прямой) к северо-востоку от города Зубцова, административного центра района. Абсолютная высота — 207 метров над уровнем моря.

### Климат
Климат характеризуется как умеренно континентальный. Среднегодовая температура воздуха — 3,4 °C. Средняя температура воздуха самого холодного месяца (января) — −7,2 °C (абсолютный минимум — −47 °C), средняя температура самого тёплого (июля) — 17 °С (абсолютный максимум — 36 °С). Безморозный период длится около 130 дней. Годовое количество атмосферных осадков составляет около 600 мм, из которых большая часть (около 70 %) выпадает в тёплый период.

### Часовой пояс
Деревня Синицыно, как и вся Тверская область, находится в часовой зоне МСК (московское время). Смещение применяемого времени относительно UTC составляет +3:00.

## Население
| 2010 |
| ---- |
| 15   |

### Национальный состав
Согласно результатам переписи 2002 года, в национальной структуре населения русские составляли 97 % из 29 чел.